# Агафонов Ігор Ігорович
І́гор І́горович Агафо́нов (нар. 17 червня 1972, Київська область) — полковник Служби безпеки України. Входить до списку осіб, для яких введені санкції в Росії.

## Нагороди
21 серпня 2014 року за особисту мужність і героїзм, виявлені у захисті державного суверенітету та територіальної цілісності України, вірність військовій присязі під час російсько-української війни нагороджений орденом Данила Галицького.